# Chiến tranh Tùy – Cao Câu Ly
Chiến tranh Tùy – Cao Câu Ly là một loạt các chiến dịch do nhà Tùy của Trung Quốc phát động nhằm vào Cao Câu Ly từ năm 598 đến năm 614. Rốt cuộc, nhà Tùy bị đánh bại, góp phần dẫn đến sự sụp đổ của nhà Tùy năm 618.

## Bối cảnh
Nhà Tùy thống nhất Trung Quốc vào năm 589, đánh bại nhà Trần và kết thúc sự chia cắt đất nước đã kéo dài gần 300 năm. Sau khi Trung Quốc thống nhất, nhà Tùy đòi hỏi địa vị tối cao đối với các quốc gia xung quanh. Tuy nhiên, tại Cao Câu Ly, một trong Tam Quốc của Triều Tiên, Bình Nguyên Vương và người kế vị ông, Anh Dương Vương một mực muốn duy trì quan hệ bình đẳng với nhà Tùy.
Tùy Văn Đế tức giận với hành động chống đối của Cao Câu Ly, trong khi Cao Câu Ly vẫn hay có các cuộc đột kích quy mô nhỏ vào biên giới phía bắc của Tùy. Năm 596, sau khi các phái viên ngoại giao nhà Tùy nhìn thấy những nhà ngoại giao của Cao Câu Ly trong lều du mục của Hãn quốc Đông Thổ, Tùy Văn Đế đã gửi thư ngoại giao yêu cầu Cao Câu Ly hủy mọi liên minh quân sự với các dân tộc Turk, dừng các cuộc cướp bóc hàng năm khu vực biên giới của nhà Tùy và công nhận Tùy là nước bá chủ. Mặc dù Anh Dương Vương vờ như tuân theo tối hậu thư này, nhưng vào năm sau, năm 597, ông đã phối hợp cùng người Mạt Hạt tổ chức một cuộc tấn công phủ đầu các tiền đồn của nhà Tùy dọc theo biên giới mà ngày nay thuộc tỉnh Hà Bắc.